# Franzosen- und Indianerkriege
Franzosen- und Indianerkriege (englisch French and Indian Wars) ist in den Vereinigten Staaten der Name für eine Serie von Konflikten in Nordamerika, die zwischen 1688/89 und 1763 Teil europäischer Erbfolgekriege waren. Davon zu unterscheiden ist der French and Indian War, der speziell für den Siebenjährigen Krieg in Nordamerika gilt. In der deutschsprachigen Geschichtsschreibung werden die Franzosen- und Indianerkriege dagegen als englisch-französische Kolonialkriege bezeichnet, im französischen Sprachraum ist als Oberbegriff Guerres intercoloniales (Interkoloniale Kriege) etabliert.
Während in einigen Kriegen spanische und niederländische Streitkräfte verwickelt waren, fanden die meisten zwischen Allianzen aus dem Königreich Großbritannien, seinen Kolonien und Indianern auf der einen Seite und Frankreich, seinen Kolonien und Indianern auf der anderen Seite statt. Die expandierenden französischen und englischen Kolonien fochten um die Kontrolle der westlichen Hinterlandterritorien. Wann immer europäische Länder in den Krieg zogen, fanden auch Aktionen in und durch ihre Kolonien statt. Die nordamerikanischen Kriege und die dazugehörigen europäischen Kriege sind in zeitlicher Reihenfolge:
| Zeitraum  | Nordamerikanischer Krieg | Europäischer Krieg             | Friedensvertrag           |
| --------- | ------------------------ | ------------------------------ | ------------------------- |
| 1689–1697 | King William’s War       | Pfälzischer Erbfolgekrieg      | Frieden von Rijswijk      |
| 1702–1713 | Queen Anne’s War         | Spanischer Erbfolgekrieg       | Friede von Utrecht        |
| 1744–1748 | King George’s War        | Österreichischer Erbfolgekrieg | Frieden von Aachen (1748) |
| 1754–1763 | French and Indian War    | Siebenjähriger Krieg           | Pariser Frieden 1763      |

Im Verlauf der Kriege verschob sich der Vorteil unaufhaltsam zu Gunsten der britischen Seite. Das lag zum größten Teil an der größeren Einwohnerzahl und der höheren Produktionskapazität der britischen Kolonien im Vergleich zu denen Frankreichs. Die Franzosen konnten das durch eine erfolgreichere Mobilisierung von Indianerallianzen ausgleichen, wurden aber letztlich überrannt. Ironischerweise führte der überwältigende Sieg der Briten in der Folge zum Verlust ihrer amerikanischen Kolonien. Ohne den Druck der Franzosen sahen die amerikanischen Kolonien nur wenig Grund für britischen Militärschutz und waren über die britischen Beschränkungen bei der Besiedlung der neuen französischen Territorien verärgert, die in der Königlichen Proklamation von 1763 festgelegt wurden. Diese Unterdrückung führte unter anderem zum Amerikanischen Unabhängigkeitskrieg.
Außerhalb von parallel laufenden Konflikten in Europa gab es aber noch mehr kriegerische Auseinandersetzungen:
| Zeitraum  | Nordamerikanischer Krieg | Europäischer Krieg | Friedensvertrag             |
| --------- | ------------------------ | ------------------ | --------------------------- |
| 1722–1727 | Dummers Krieg            | keiner             | Frieden von Montreal (1727) |